# Ian Bousfield

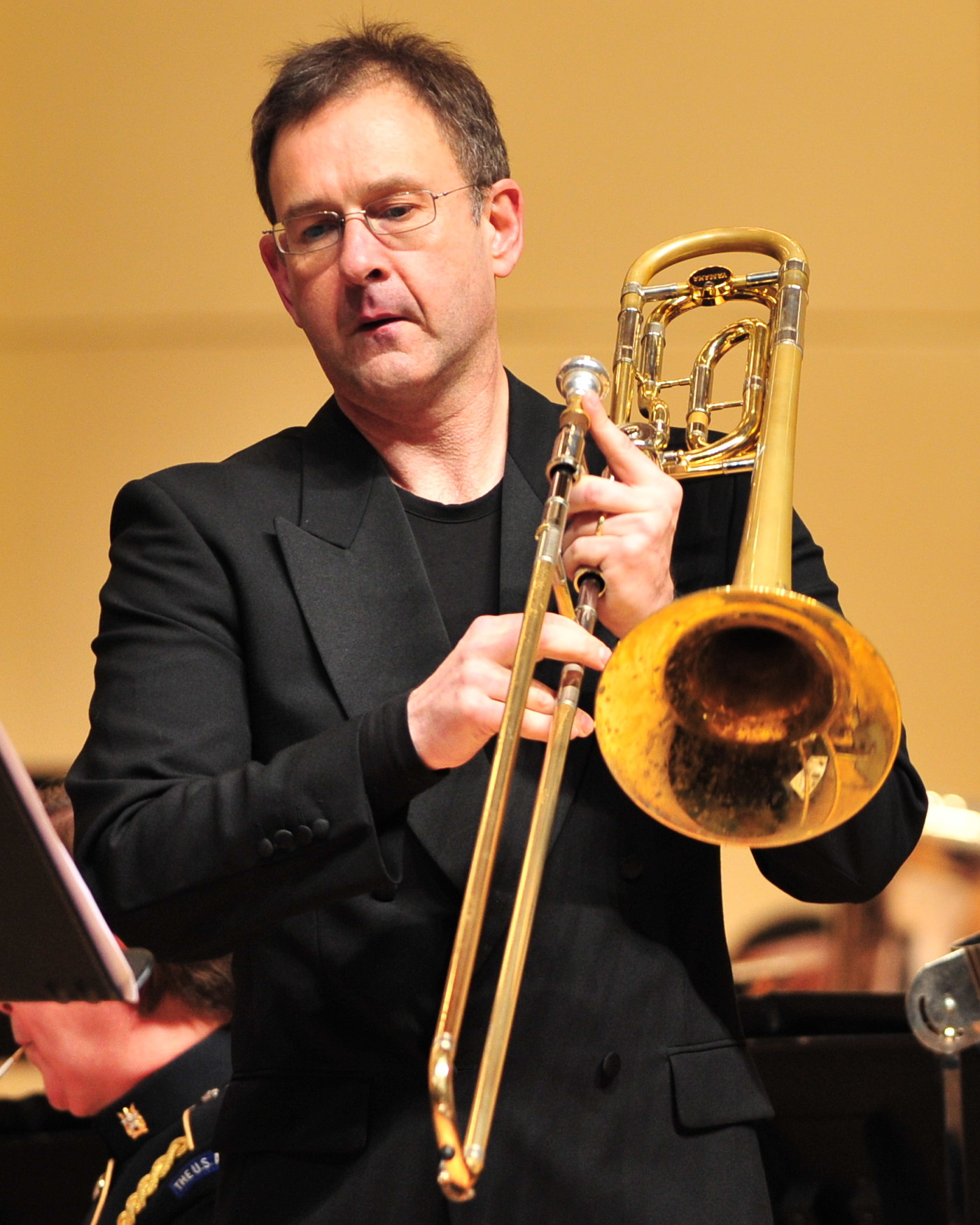
Ian Bousfield (2012)

Ian Leslie Bousfield (* 16. Februar 1964 in York England) war Soloposaunist der Wiener Philharmoniker und vormalig Soloposaunist des London Symphony Orchestra und des Hallé-Orchester.

## Leben
Im Alter von sieben Jahren begann er, Posaune zu spielen, unterrichtet von seinem Vater. Wie viele andere bekannte englische Blechbläser begann auch er seine Karriere in der Brass-Band-Szene. Im Alter von 13 Jahren war er bereits erster Posaunist in der nationalen Jugend Brass Band. Zudem war er vier Jahre lang erster Posaunist bei der Yorkshire Imperial Band, in der Zeit, in der sie sowohl die lokalen, britischen wie auch nationalen Wertungsspiele gewannen.
Im Jahr 1979 wurde Bousfield jüngster Gewinner des Shell/London-Symphony-Orchestra-Music-Stipendiums. 1980 wurde er Mitglied des European Union Youth Orchestra, wo er zwei Jahre unter dem Dirigenten Claudio Abbado mitspielte. Nach nur sechs Monaten Studium an der Guildhall School of Music and Drama wurde er 1983 erster Posaunist im Hallé-Orchester.
1984 führte er Elgar Howarths Posaunenkonzert auf, zusammen mit der Yorkshire Imperial Band für eine Radioübertragung von BBC Radio 3. 1985 spielte er die britische Erstaufführung von Gunther Schullers Posaunenkonzert Eine kleine Posaunenmusik zusammen mit dem Hallé-Orchester dirigiert vom Komponisten selbst.
Im Jahr 1988 wurde Bousfield im Alter von 24 Jahren Soloposaunist des London Symphony Orchestra (LSO), wo er Denis Wick ablöste. Denis Wick meinte damals zu Ian Bousfield: „he is an extremely accomplished player and what he is short on by way of experience, if he is, he is bright enough to get together very quickly.“ Sinngemäß übersetzt: Er ist ein unglaublich vollendeter Spieler und was ihm noch an Erfahrung fehlt, wenn ihm denn etwas fehlt, wird er durch seine Intelligenz schnell wettmachen (Interview mit dem Trombonist magazine der British Trombone Society).
Bousfield wurde 1992 Posaunenlehrer an der Royal Academy of Music, wo er seitdem auch Ehrenmitglied ist.
Im September 2000 nahm er eine neue Stelle als Soloposaunist der Wiener Staatsoper/Wiener Philharmoniker an. Sein koordinierter Kollege ist Dietmar Küblböck.
Im März 2007 fand die Uraufführung des Posaunenkonzerts "Stargazer" statt, welches der britische Komponist Jonathan Dove für Bousfield geschrieben hat. Bousfield spielte die Uraufführung begleitet vom LSO unter der Leitung von Michael Tilson Thomas.
Im September 2007 zählte er zusammen mit Branimir Slokar, Michel Becquet und anderen Posaunisten zu den Juroren des Musikwettbewerbs der ARD in München.
Im September 2012 verließ er die Wiener Philharmoniker, um sich neben seiner Professur für Posaune an der Hochschule der Künste Bern, in Zukunft auf seine Karriere als Solist und Dirigent zu konzentrieren.

## Diskographie

### Unter eigenem Namen
- The Versatile Virtuoso (Doyen, 1992)
- Virtuoso (Eminence, 1995)
- Pryor Engagement (Doyen, 2006)

### Solokonzerte
- Ballade für Posaune von Frank Martin mit dem LSO, dirigiert von Matthias Bamert (Chandos, 1995)
- Konzert für Posaune von Elgar Howarth mit dem Eikanger-Bjørsvik Musikklag, dirigiert von Elgar Howarth, (Doyen, 1996)
- Konzert für Posaune von Takashi Yoshimatsu mit dem BBC Philharmonic Orchestra, dirigiert von Sachio Fujioka (Chandos, 2002)
- Konzert für Posaune von Derek Bourgeois mit der Sun Life Band, dirigiert von Derek Bourgeois (B&H Egon, 2003)
- Sonate für Posaune von Derek Bourgeois mit der YBS Band, dirigiert von David King (B&H sforza, 2003)

### Orchesteraufnahmen
Bousfields Orchesteraufnahmen sind äußerst zahlreich. Zu den Höhepunkten gehören
- "Star Wars Episode I: Phantom Menace", Aufnahme mit dem LSO (Sony, 1999)
- Gustav Mahlers dritte Symphonie, Aufnahme mit den Wiener Philharmonikern dirigiert von Pierre Boulez (DG, 2003).

### In Ensembles
- London Symphony Brass: Brass Americana (Regis, 2005)